# Подоліська волость
Подоліська волость — історична адміністративно-територіальна одиниця Кобринського повіту Гродненської губернії Російської імперії. Волосний центр — село Яремичі.
Станом на 1885 рік складалася з 20 поселень, 14 сільських громад. Населення — 4259 осіб (2209 чоловічої статі та 2050 — жіночої), 279 дворових господарств.
|                     | Площа, десятин | У тому числі орної, дес. |
| ------------------- | -------------- | ------------------------ |
| Сільських громад    | 4098           | 2456                     |
| Приватної власності | 11363          | 3053                     |
| Казенної власності  | 1              | —                        |
| Іншої власності     | 107            | 73                       |
| Загалом             | 15571          | 5562                     |

Основне поселення волості:
- Яремичі — колишнє власницьке містечко за 10 верст від повітового міста, 131 особа, 11 дворів, школа. За 2 версти — село Буховичі, 2 православні церкви.

## У складі Польщі
Після анексії Полісся Польщею волость отримала назву ґміна Подолісся.
Розпорядженням Міністра внутрішніх справ Польщі 23 березня 1928 р. передано: з ліквідованої сільської ґміни Стригове ряд населених пунктів — сіл: Босяч і Береза, колонії: Босяч, фільварку: Береза та селища: Вінцентове; з ліквідованої сільської ґміни Ілоськ — село Мочульники, натомість віддано до новоствореної ґміни Кобринь — село: Луцевичі та фільварки: Немирівщина і Заліщина.
Після 1930 р. адміністративний центр ґміни знаходився в містечку Яремичі, яке налічувало 620 жителів.
У січні 1940 р. ґміни ліквідовані у зв'язку з утворенням районів.